# Sjarhej Hocmanaŭ
Sjarhej Anatolevič Hocmanaŭ (in bielorusso Сяргей Анатолевіч Гоцманаў?, in russo Сергей Анатольевич Гоцманов?, Sergej Anatol'evič Gocmanov, traslitterazione anglosassone: Sergey Anatolyevich Gotsmanov; Minsk, 27 marzo 1959) è un ex calciatore sovietico, dal 1991 bielorusso, di ruolo centrocampista.

## Carriera

### Club
Durante la sua carriera ha giocato con varie squadre di club, ma principalmente con la Dinamo Minsk, in cui ha militato dal 1979 al 1990 e dal 1993 al 1996.

### Nazionale
Ha rappresentato ben due nazionali: Unione Sovietica e Bielorussia. Con la prima ha raggiunto il secondo posto a Euro 1988 (unica competizione da lui disputata in carriera).

## Palmarès

### Club
- Campionato sovietico: 1

Dinamo Minsk: 1982

### Individuale
- Calciatore bielorusso dell'anno: 4

1983, 1985, 1987, 1989